# Pelegrina galathea
Pelegrina galathea là một loài nhện trong họ Salticidae.
Loài này thuộc chi Pelegrina. Pelegrina galathea được Charles Athanase Walckenaer miêu tả năm 1837.

## Hình ảnh

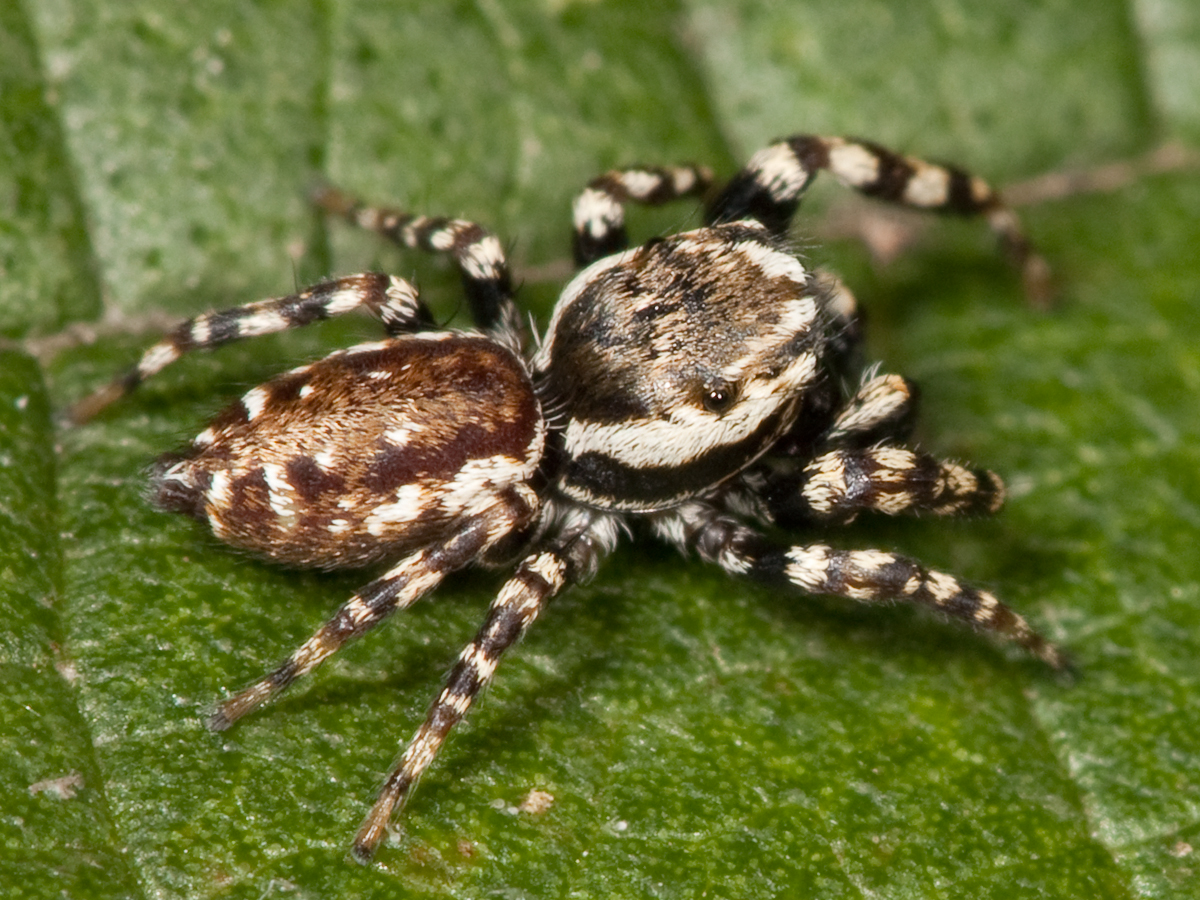
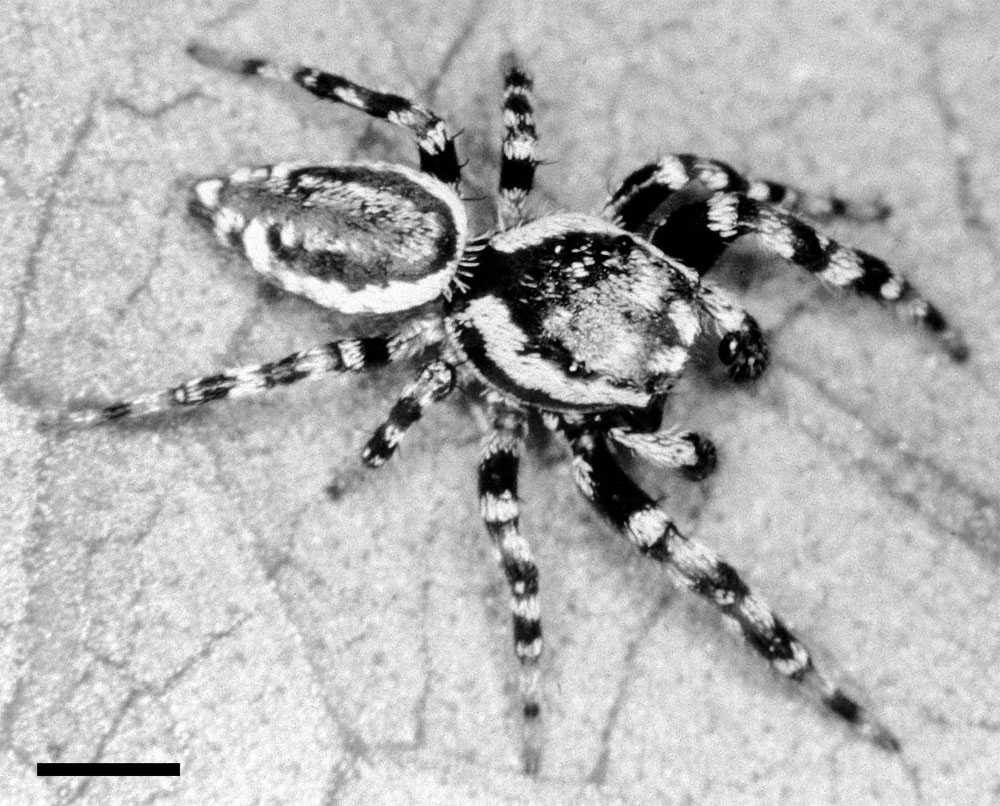
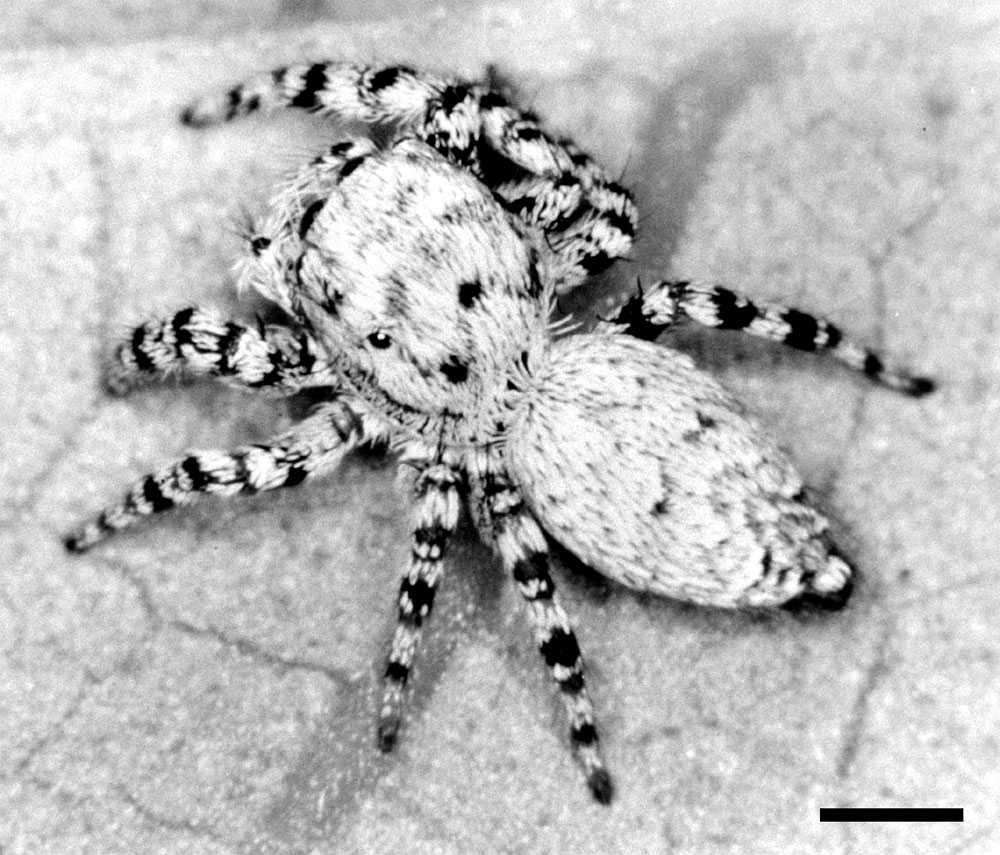
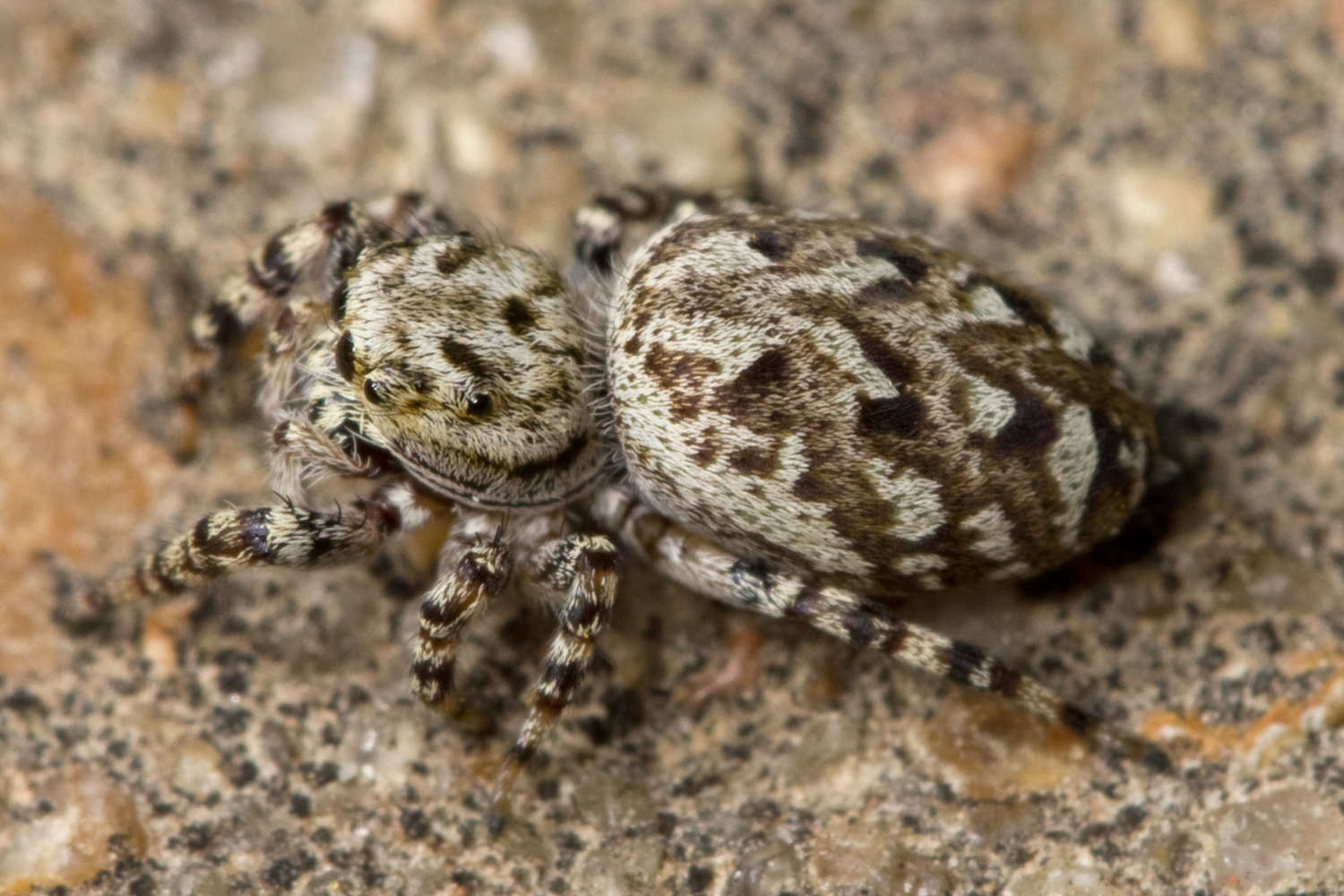